# Alexandra Neldel
Alexandra Neldel (ur. 11 lutego 1976 w Berlinie) – niemiecka aktorka.
Odtwórczyni głównej roli w serialu B jak Brzydula, niemieckiej wersji kolumbijskiego serialu Brzydula (polska wersja nosi tytuł BrzydUla). Karierę rozpoczęła w serialu Gute Zeiten, schlechte Zeiten (1996–1999).

## Filmografia

### Kino
- 1999: Bang Boom Bang – Ein todsicheres Ding
- 2000: Flashback – Mörderische Ferien
- 2000: Erkan & Stefan
- 2001: Lammbock
- 2003: Der letzte Lude
- 2003: Sie haben Knut
- 2004: Samba in Mettmann
- 2004: Autobahnraser
- 2005: Barfuss
- 2006: Goldene Zeiten
- 2007: Meine schöne Bescherung
- 2008: Märzmelodie
- 2012: Schatzritter und das Geheimnis von Melusina
- 2012: Unter Frauen

### Telewizja
- 1998: Die Mädchenfalle – Der Tod kommt online
- 1998: Das Miststück
- 1999: Doggy Dog – Eine total verrückte Hundeentführung
- 2000: Heimliche Küsse – Verliebt in ein Sex-Symbol
- 2001: Verliebte Jungs
- 2001: Die Großstadt-Sheriffs
- 2002: Rosamunde Pilcher: Wenn nur noch Liebe zählt
- 2004: Nachtschicht – Vatertag
- 2005: Scharf wie Chili
- 2005: Comedy-Schiff (sketch comedy)
- 2006: Die ProSieben Märchenstunde – Der Froschkönig
- 2007: Zodiak – Der Horoskop-Mörder
- 2009: Die Rebellin
- 2009: Killerjagd. Töte mich, wenn du kannst
- 2010: Killerjagd. Schrei, wenn du dich traust
- 2010: Die Wanderhure
- 2010: Glückstreffer – Anne und der Boxer
- 2011: Bollywood lässt Alpen glühen
- 2011: Buschpiloten küsst man nicht
- 2012: Die Rache der Wanderhure
- 2012: Das Vermächtnis der Wanderhure

### Seriale
- 1996–1999: Gute Zeiten, schlechte Zeiten
- 2000–2001: OP ruft Dr. Bruckner
- 2002: Ein Fall für zwei
- 2003: SOKO 5113
- 2004–2005: Berlin, Berlin
- 2005–2007: B jak Brzydula
- 2008: Unschuldig

### Dubbing
- 2000: Titan – Nowa Ziemia
- 2001: Dr Dolittle 2
- 2006: Sezon na misia
- 2010: Zaplątani